# Bruno Gómez
Bruno Gómez är en ort i Mexiko.   Den ligger i kommunen Villa Comaltitlán och delstaten Chiapas, i den sydöstra delen av landet, 800 km sydost om huvudstaden Mexico City. Bruno Gómez ligger 20 meter över havet och antalet invånare är 146.
Terrängen runt Bruno Gómez är platt. Runt Bruno Gómez är det ganska tätbefolkat, med 80 invånare per kvadratkilometer. Närmaste större samhälle är Escuintla, 12,7 km norr om Bruno Gómez. Omgivningarna runt Bruno Gómez är en mosaik av jordbruksmark och naturlig växtlighet.